# Schlacht von Ekeren
Carpi – Chiari – Cremona – Kaiserswerth – Luzzara   – Santa Marta – Cádiz – Friedlingen – Vigo – Schmidmühlen – Bonn – Krottensee – Ekeren – Höchstädt – Speyerbach – Schellenberg – Gibraltar – Höchstädt – Vélez-Málaga – Marbella – Cassano – Barcelona – Sendlinger Mordweihnacht – Aidenbach – Calcinato – Ramillies – Turin – Castiglione – Santa Cruz de Tenerife – Almansa – Kap Béveziers – Toulon – Lizard Point – Lille – Oudenaarde – Gent – Malplaquet – Mons – Almenar – Saragossa – Syrakus – Villaviciosa – Rio de Janeiro – Denain – Barcelona
Die Schlacht von Ekeren am 30. Juni 1703 war eine Schlacht im Spanischen Erbfolgekrieg. Die französischen Streitkräfte umschlossen eine niederländische Abteilung, die nur knapp der kompletten Vernichtung entgehen konnte. Durch diese Schlacht wurden die Hoffnungen auf einen entscheidenden Sieg der Alliierten noch im Jahr 1703 endgültig zerstört.

## Hintergrund
Nach der Einnahme von Bonn am 15. Mai 1703 plante der Duke of Marlborough nun Ostende oder Antwerpen einzunehmen oder die Franzosen wenigstens zu einer offenen Schlacht zu zwingen. Er befahl dem niederländischen General Menno van Coehoorn, nach Ostende zu marschieren und die Stadt zu belagern. Der niederländische General Van Sparre sollte sich südwestlich von Antwerpen halten, während sein Kollege Obdam sich aus Süden von Bergen op Zoom nähern sollte und Marlborough einen Angriff auf Lier wagen wollte. Allerdings waren die Vereinigten Niederlande wegen deren Handelswettstreits nicht gerade begierig darauf, die Häfen von Antwerpen und Ostende dem englischen Handel zu öffnen. Deshalb belagerte Coehoorn Ostende nicht, sondern plünderte lediglich das Umland zwischen Ostende und Antwerpen.
Obdam hingegen hielt sich an den Plan und marschierte am 28. Juni von Bergen op Zoom in Richtung Antwerpen und kam am nächsten Tag in Ekeren an, sieben Kilometer von Antwerpen entfernt. Der Duc de Villeroy ließ sich von Marlboroughs Ablenkungsmanöver jedoch nicht beirren und schickte alle seine Truppen von Diest aus zum Schutz Antwerpens. Als Marlborough hiervon Kenntnis erlangt hatte, versuchte er noch, Obdam zu warnen, kam damit jedoch zu spät.

## Die Schlacht
Am frühen Morgen des 30. Juni marschierten französische Dragoner von Merksen und Ekeren in Richtung Kapellen, um den Niederländern die nahe Hoevenen gelegene Fluchtroute nach Breda und Bergen op Zoom abzuschneiden. Der Marquis de Bedmar wurde mit seinen spanischen Truppen nahe Wilmarsdonk positioniert. Auf diese Weise konnte sichergestellt werden, dass die Niederländer von allen Seiten durch überlegene Truppen umzingelt waren.
Bald entdeckte die niederländische Vorhut die französischen Dragoner und daher schickte Obdam unverzüglich seine Kavallerie nach Hoevenen. Der Befehl kam jedoch zu spät, das Dorf war bereits von den Franzosen überrannt. Ein Versuch, das benachbarte Muisbroek einzunehmen, scheiterte. Als dann die Franzosen ihrerseits angriffen, versuchte Obdam Oorderen einzunehmen. Damit hatte er zwar kurzzeitig Erfolg, wurde von den Franzosen aber bald wieder vertrieben, die das Dorf schnell zurückeroberten.
Die Kämpfe dauerten den ganzen Tag an. Um acht Uhr gab es keinerlei Zeichen mehr von Obdam und so entschloss sich Slangenburg, einen Angriff auf Oorderen zu unternehmen. Dieser fand in Form eines von Friesheim angeführten Überraschungs-Bajonettangriffs statt. Friesheim führte seine Männer durch das Wasser watend, eine Richtung, aus der die Franzosen keinen Angriff erwartet hatten. Diese Maßnahme ermöglichte den verbliebenen niederländischen Truppen, die Reihen der Franzosen zu durchbrechen und sich im Schutze der Dunkelheit in Richtung der Niederlande zurückzuziehen.

## Nachspiel

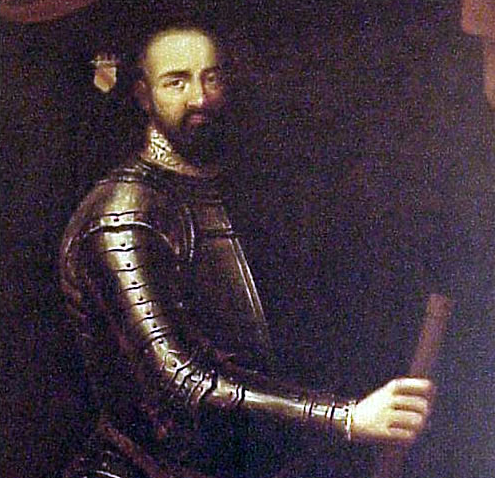
General Slangenburg

Insgesamt endete die Schlacht unentschieden, auch wenn beide Seiten den Sieg für sich beanspruchten. Die Franzosen hatten am Ende der Schlacht das Schlachtfeld gehalten, die Niederländer hatten zwischenzeitlich die Linien der Franzosen durchbrochen und den Rückzug ihrer zahlenmäßig unterlegenen Truppen ermöglicht. Einerseits kann der Schlachterfolg der französischen Seite zugesprochen werden, da sie den niederländischen Vormarsch entlang der Schelde stoppen konnte. Andererseits kann die Schlacht als taktischer Sieg der Niederländer gesehen werden, da es ihnen gelungen war, 8.000 Mann zu retten, anstatt 10.000 zu verlieren.
Obwohl die Franzosen in ihren Reihen den Sieg für sich beanspruchten, wurde Boufflers deswegen nicht gefeiert; im Gegenteil gab man ihm die Schuld daran, dass die Niederländer hatten entkommen können und er sich die Chance deren vollständiger Vernichtung hatte entgehen lassen. Obdam war am Nachmittag in Panik geraten und hatte mit einer Handvoll Reiter die feindlichen Linien durchbrechen können, indem sie ihre grünen Feldabzeichen und orangen Schärpen weggeworfen hatten, sodass alle sie für Franzosen hielten. Sein Verhalten wurde von der niederländischen Militärführung nicht vergessen, seine Karriere war vorüber. Slangenburg hingegen wurde als Held gefeiert. Er war seinerseits jedoch erbost über Marlborough, da dieser sich von den Franzosen hatte ausmanövrieren lassen und so den Niederländern nicht zu Hilfe eilen konnte.
Die Niederländer eroberten eine Kanone, zwei Sätze Dragonertrommeln und mindestens 17 Banner (einige andere waren als Schals zweckentfremdet worden, bevor sie eingesammelt werden konnten). Die Franzosen und Spanier verloren wenigstens 2.800 Mann: mehr als 1.200 wurden getötet, ebenso viele wurden verwundet, der Rest gilt als vermisst. Die Niederländer hatte 2.400 Mann Verluste zu beklagen, von denen etwa 700 getötet und 1.000 verwundet wurden. 700 weitere Männer wurden gefangen genommen und gelten als vermisst.

## Heutige Lage
Ein großer Teil des Schlachtfeldes einschließlich der Dörfer Oorderen, Wilmarsdonk und Lillo verschwanden im Zuge der Erweiterung des Hafens von Antwerpen in den 1960er Jahren.